# Digital Cinema
Digital Cinema (nebo také D-Cinema) je standard nastupujícího[kdy?] formátu plně digitalizované komerční projekce filmů. Standard D-Cinema byl vytvořen skupinou Digital Cinema Initiatives, LLC (DCI), jejímiž členy jsou přední hollywoodská studia – Walt Disney Pictures, Fox Broadcasting Company, Paramount Pictures, Sony Pictures Entertainment, Universal Studios a Warner Bros. Studios. Konkrétní technické specifikace systému D-Cinema vydává DCI v dokumentu s názvem Digital Cinema System Specification.

## Obecná charakteristika systému Digital Cinema
Standard D-Cinema počítá, jak už název napovídá, s plně digitalizovanou projekcí filmů. Vzhledem k (prozatím)[kdy?] extrémně vysoké pořizovací ceně komponent vyhovujících náročným specifikacím tohoto systému lze o zavádění do praxe uvažovat jen v rámci velkých multiplexů, u nichž diváci stále více kladou důraz na kvalitu předkládaného produktu (v tomto případě filmu).
Samozřejmě jde doposud[kdy?] spíše o teoretickou koncepci, jen velmi pomalu zaváděnou do praxe (první české kino vyhovující standardu D-Cinema bylo zprovozněno na konci roku 2008 v Dobřanech u Plzně), u níž se počítá s uplatněním v budoucnosti spíše než nyní.

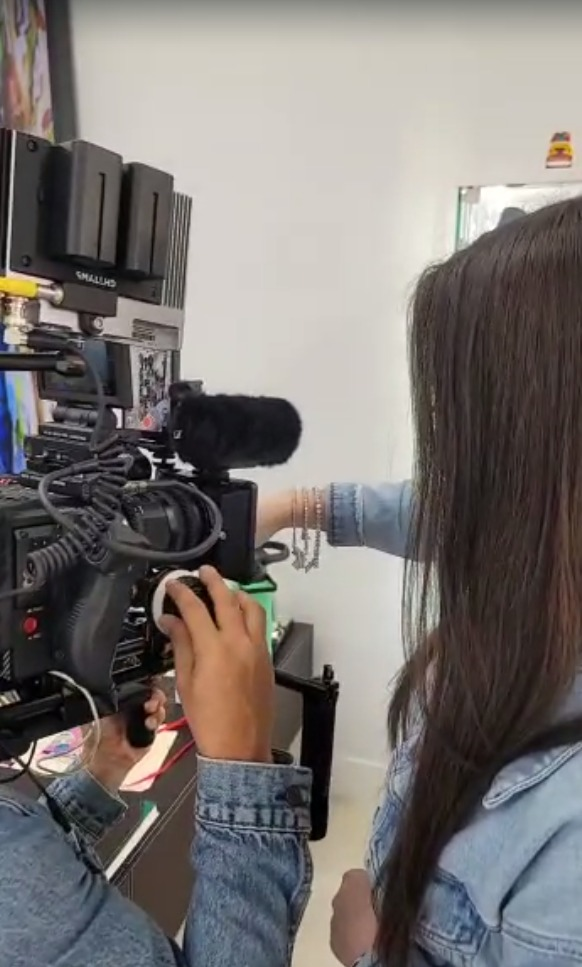
Kamera formátu Digital Cinema

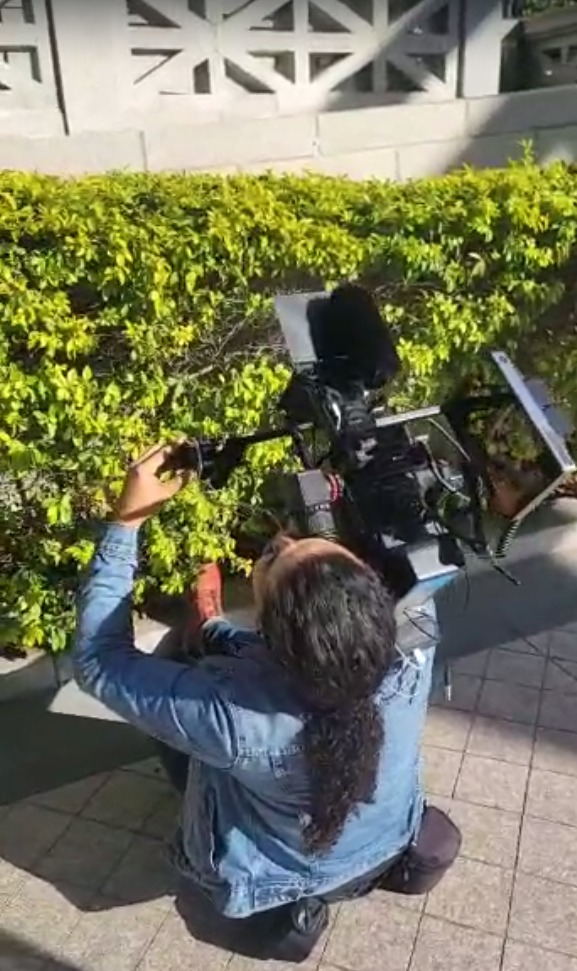
Natáčení kamerou formátu Digital Camera

## Digital Cinema Distribution Master (DCDM)
Digital Cinema Distribution Master je základní balík určený pro výměnu mezi studiem, resp. distributorem, a kinem. Jedná se o komplexní a ucelený soubor všech dat nutných k projekci filmu a jeho propagaci. Může tedy obsahovat nejen samotný film, ale i upoutávky a další promo materiály, které pak multiplex využije k propagaci filmu např. na obrazovkách umístěných ve foyer. Balík DCDM obsahuje různé složky:
- obrazovou
- zvukovou
- titulkovou

Všechny materiály předávané v balíku DCDM jsou rozděleny do tří výše zmíněných složek (tzn. film není distribuován jako celek, ale obrazová, zvuková a titulková složka samostatně) a spojení a následná synchronizace probíhá teprve až u příjemce, tj. v kině.

### Obraz
Všechny materiály obrazové složky v balíku DCDM musí vyhovovat určitým kritériím.

#### Rozlišení
Ve filmovém průmyslu se rozlišení filmu rozděluje do dvou základních kategorií – 2K a 4K:
| Typ | PS     | Hpx  | Vpx  | PSpx |
| --- | ------ | ---- | ---- | ---- |
| 2K  | 2,39:1 | 2048 | 858  | 1:1  |
| 2K  | 1,85:1 | 1998 | 1080 | 1:1  |

| Typ | PS     | Hpx  | Vpx  | PSpx |
| --- | ------ | ---- | ---- | ---- |
| 4K  | 2,39:1 | 4096 | 1716 | 1:1  |
| 4K  | 1,85:1 | 3996 | 2160 | 1:1  |

PS – poměr stran obrazu; Hpx – horizontální počet pixelů; Vpx – vertikální počet pixelů; PSpx – poměr stran pixelů
Nativní poměr stran pixelů (jak u projektoru, tak u obrazového materiálu) je vyžadován 1:1, ale není vyloučeno použití anamorfního záznamu, ovšem při zachování čtvercových bodů.

#### Komprese
Materiál je v DCDM distribuován v komprimované formě. Zde byla zvolena stejná komprese, na níž je založen JPEG 2000, konkrétně JPEG 2000 Motion Digital Cinema Standard, který nepoužívá inter-frame kompresi. Každý frame je samostatně kódován ztrátovou nebo bezeztrátovou kompresí JPEG 2000. Dekodér (u tohoto druhu projekce se jedná o samostatný přístroj) musí být schopen dekomprese 2K i 4K materiálu, i kdyby projektor byl schopen zobrazit pouze 2K materiál. Up- nebo downsampling (tzn. převzorkování dat přicházejících do projektoru z dekodéru na vyšší nebo nižší rozlišení) je pak ponechán na projektoru.

#### Barevná hloubka
Barevná hloubka obrazu je 36 bitů (X'Y'Z' color space, hloubka 12 bitů, tzn: 36 bit/pixel)

### Zvuk
Zvuk v DCDM musí vyhovovat standardu PCM WAV, přičemž vzorkovací frekvence každého kanálu musí být 48 nebo 96 kHz při 24 bitech na vzorek. 
Maximální počet kanálů je šestnáct.

### Titulky
Titulky mohou být v DCDM obsaženy v jedné nebo více z následujících forem:
- "Vypálené" do obrazu
- Připravené ve formě PNG souborů (tzn. co titulek to jeden PNG obraz)
- V dokumentu, který obsahuje text a specifikace pro jeho vykreslení

Třetí metoda uložení titulků se nazývá Timed Text a je nejméně náročná na diskový prostor. Zjednodušeně lze Timed Text přirovnat např. k titulkovým souborům .srt nebo .sub. V případě použití této metody musí výrobce titulků přibalit i font, v němž se mají titulky vykreslovat, a který musí obsahovat alespoň znakovou sadu Unicode ISO Latin-1.